# Elezioni regionali in Italia del 1968
Le elezioni regionali italiane del 1968 coinvolsero le tre regioni autonome del Nord. In vista dell'istituzione delle regioni ordinarie, si volle adeguare anche quelle autonome al nuovo mandato quinquennale, e a queste elezioni seguiranno dunque quelle del 1973.
Riguardando solo regioni speciali, con forti minoranze etniche, queste elezioni ebbero valenza strettamente locale.

## Elenco
- Elezioni regionali in Valle d'Aosta del 1968, 21 aprile
- Elezioni regionali in Trentino-Alto Adige del 1968, 17 novembre
- Elezioni regionali in Friuli-Venezia Giulia del 1968, 26 maggio